# Sergia grandis
Sergia grandis är en kräftdjursart som först beskrevs av Sund 1920.  Sergia grandis ingår i släktet Sergia och familjen Sergestidae. Inga underarter finns listade i Catalogue of Life.